# Steckkreuz
Das Steckkreuz (auch: Bruststeckkreuz oder -stern) ist ein kleineres Ordensinsigne niedrigerer Klasse, das gewöhnlich auf der linken Brust ohne Band getragen wird.
Das Vorbild des Steckkreuzes waren die Bruststerne der I. oder II. Klasse der Orden aus dem 18. und frühen 19. Jahrhundert, große gestickte Sterne aus Stoff, die angenäht wurden.

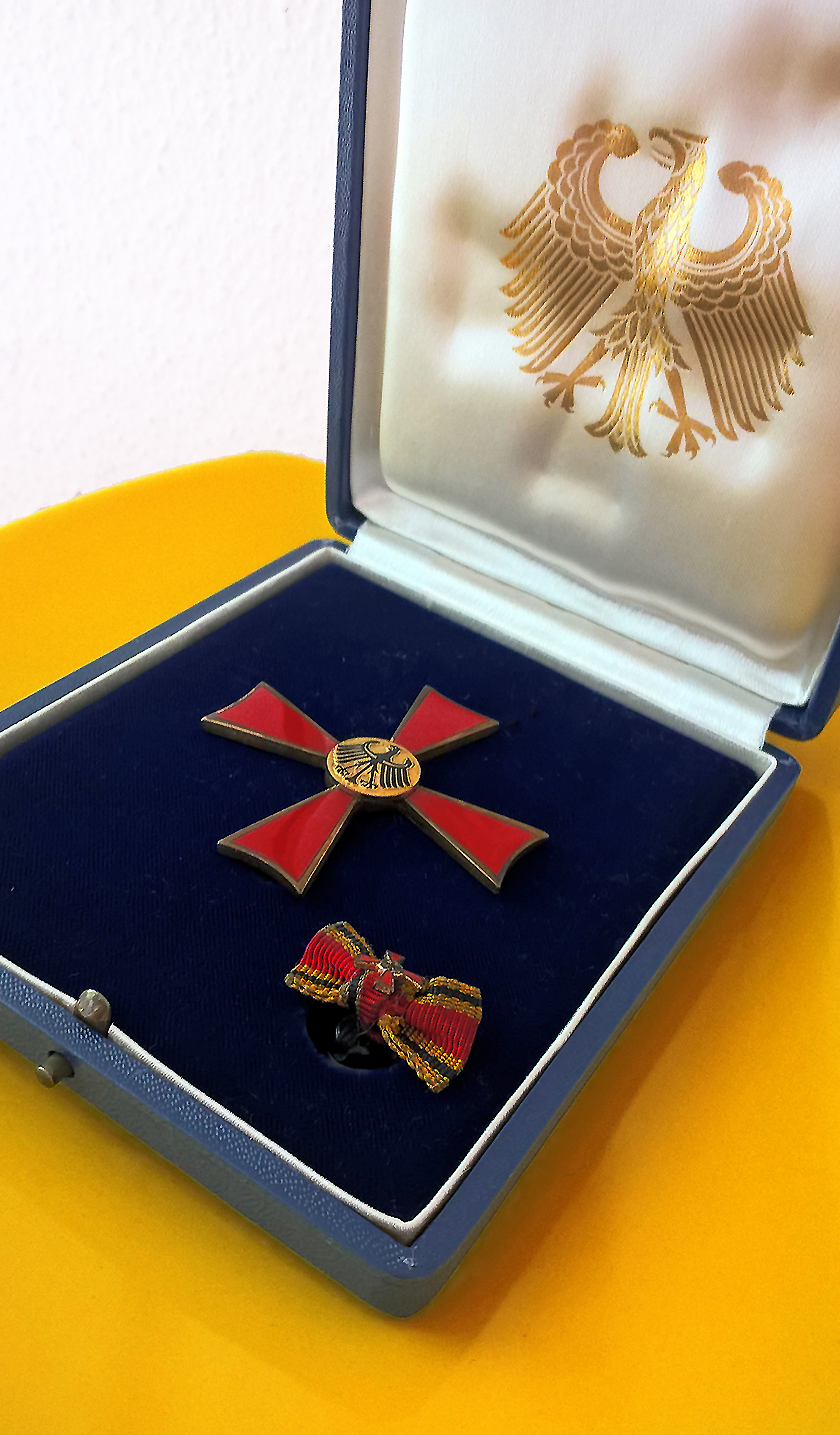
Das Bundesverdienstkreuz 1. Klasse wird als Steckkreuz getragen

Im 19. Jahrhundert wurden Steckkreuze nur in Deutschland verwendet: es waren emaillierte Ordenszeichen, gewöhnlich IV. Klasse, die auf dem glatten Revers eine Öse zum Annähen des Zeichens auf der Uniform, eine Nadel zum Anheften oder eine Schraube mit Mutter hatten. Die einzige Ausnahme ist hier das Eiserne Kreuz, dessen höhere, I. Klasse, ein Steckkreuz war. Später kamen noch als Steckkreuz getragene Ehrenkreuze hinzu.
Andere deutsche Steckkreuze waren:
- Weimarer Republik
  - Schlesischer Adler
  - sowie beinahe alle Freikorps-Auszeichnungen (über 1000)
- Drittes Reich
  - Verdienstorden vom Deutschen Adler 2. Stufe
  - Deutscher Orden des Großdeutschen Reiches 2. Klasse
  - Spanienkreuz
  - Kriegsverdienstkreuz I. Klasse
- Freie Stadt Danzig
  - Danziger Kreuz 1. Klasse
- Hohenzollern
  - Bene-Merenti-Orden III. Klasse
- Johanniterorden
  - Brustkreuz der Rechtsritter;
- Mecklenburg
  - Militärverdienstkreuz 1. Klasse
- Preußen
  - Kulmer Kreuz
- Reuss (beide Linien)
  - Offizierskreuz vom Reußischen Ehrenkreuz
- Sachsen-Weimar
  - Wilhelm-Ernst-Kriegskreuz
- Sachsen-Altenburg
  - Herzog-Ernst-Medaille mit Schwertern
- Sachsen-Coburg-Gotha
  - Verdienstkreuz für Kunst und Wissenschaft
- Württemberg
  - Ehrenkreuz vom Orden der Württembergischen Krone

In anderen europäischen Ländern wurden die Steckkreuze bis 1918 kaum verwendet. Im kaiserlichen Russland waren alle Regimentsabzeichen (über 100) Steckkreuze, sie können aber nicht als Orden betrachtet werden. Dasselbe gilt für die etwa 70 Regimentsabzeichen der polnischen Armee der 2. Republik (1918–1939). Nach 1918 waren beinahe alle Orden der UdSSR außer Leninorden, Held der Sowjetunion, Rotbannerorden und Ruhmesorden Brustdekorationen mit Nadel oder Schraube. Nach ihrem Vorbild waren auch fast alle heute erloschenen Orden der sozialistischen Staaten (außer Polen) „Stecksterne“.
Gegenwärtig werden Steckkreuze bei folgenden europäischen Orden verwendet (Stand 2004):
- Bundesrepublik Deutschland
  - Bundesverdienstkreuz 1. Klasse
- Finnland
  - Mannerheim-Kreuz II. Klasse
- Österreich
  - Großes Ehrenzeichen für Verdienste um die Republik Österreich